# Шеин, Дмитрий Васильевич
Дмитрий Васильевич Шеин (? — 1506, Казань) — воевода, дипломат и боярин на службе у московских князей Ивана III и Василия III.

## Происхождение и семья
Дворянин из рода Шеиных, отрасли именитых московских бояр Морозовых — VIII колено от Михаила Прушанина. Старший из двух сыновей Василия Михайловича Морозова-Шеи, то есть Дмитрий Васильевич — первый в роду, имевший фамилию Шеин. Имел троих сыновей: Юрия (окольничего), Василия (боярина) и Ивана (боярина).

## Служба
Был послан наместником в Казань в 1487 году по результатам русско-казанской войны 1487 года, когда к власти в Казани был приведен Мухаммед Амин. В октябре того же года был направлен с посольством к Менгли Гирею в Крым.
Великий князь Иван III когда встал вопрос об отношениях с султаном, велел боярину Дмитрию Васильевичу Шеину отведать у Менгли I Герая: «Каковы дружбы хочет с нами салтан турской?» (1487, октября 23). К марту 1488 г. получен ответ: «Турецково слово таково: коли князь велики тобе Мен(ли)-Гирею друг да брат, и яз потому ж хочю с ним быти в дружбе и в братстве» (Памятники дипломатических сношений…, 1884: 74).
В 1488 году инок Савва посылал ему «Послании на жиды и еретики».
В 1492 году как воевода сторожевого полка вместе с князем Телепневым-Оболенским ходил в Литву. В 1495 году участвовал в Новгородском походе Ивана III. В 1496 году участвовал в походе в Финляндию, когда русские воеводы разбили семитысячный шведский отряд, но отступили избегая столкновения с основной шведской армией, стоявшей у Або.
В 1499 году вместе с князем Фёдором Бельским ходил к Казани для отражения претендующего на престол Агалака.
В 1500 году под командованием Даниила Щени ходил с тверскими войсками на Литву и принял активное участие в Ведрошской битве. В 1501 году получил чин боярина.
В 1502 году участвовал в неудачном походе русской армии на Смоленск.
В начале правления Василия III принял участие в крайне неудачном казанском походе 1506 года. Попал под Казанью в плен и погиб в плену.